# Hama Taiyo
Taiyo Hama (sinh ngày 4 tháng 6 năm 1998) là một cầu thủ bóng đá người Nhật Bản.

## Sự nghiệp câu lạc bộ
Taiyo Hama đã từng chơi cho Hokkaido Consadole Sapporo.